# Brunettia caipira
Brunettia caipira är en tvåvingeart som beskrevs av Freddy Bravo och Dalton de Souza Amorim 1995. Brunettia caipira ingår i släktet Brunettia och familjen fjärilsmyggor. Inga underarter finns listade i Catalogue of Life.